# Anna Popplewell
Anna Katherine Popplewell (Londen, Engeland, 16 december 1988) is een Britse actrice.

## Biografie
Popplewell is de oudste van drie kinderen. Haar ouders zijn Andrew Popplewell en Deborah. Haar grootvader van vaderszijde, Sir Oliver Popplewell, was een rechter aan het Engelse Hooggerechtshof. Haar broer en zus (Freddie Popplewell en Lulu Popplewell) zijn ook acteur. Ze woont in Londen en studeert aan Magdalen College in Oxford.
Popplewell begon met acteren toen ze zes jaar oud was en kreeg acteerlessen op de Allsorts Drama School. Ze kreeg haar eerste filmrol in de televisiefilm Frenchman's Creek in 1998. Op het grote doek maakte ze haar debuut in 1999 in de film Mansfield Park en sindsdien heeft ze veel bijrollen gehad in films als The Little Vampire (2000) en Girl with a Pearl Earring (2003). Haar eerste hoofdrol was als Susan Pevensie in de film The Chronicles Of Narnia: The Lion, the Witch and the Wardrobe (2005).